# Marvin Bracy
Marvin Bracy (ur. 15 grudnia 1993) – amerykański lekkoatleta specjalizujący się w biegach sprinterskich. Uprawia również futbol amerykański, grając na pozycji skrzydłowego w reprezentacji Florida State University.
W 2010 startował na mistrzostwach świata juniorów w Moncton, podczas których biegł w eliminacjach sztafety 4 × 100 metrów. Bracy nie znalazł się w składzie amerykańskiej sztafety na finał, a jego koledzy z reprezentacji wywalczyli złoty medal. Rok później zdobył dwa złota mistrzostw panamerykańskich juniorów. W 2014 wywalczył srebrny medal w biegu na 60 metrów podczas halowych mistrzostw świata w Sopocie. W 2022 zdobył brązowy medal na halowym swiatowym czempionacie w Belgradzie oraz zajął drugie miejsce na mistrzostwach świata w Eugene w biegu na 100 metrów.
Złoty medalista mistrzostw Stanów Zjednoczonych.

## Osiągnięcia
| Rok  | Impreza                              | Miejsce        | Konkurencja             | Lokata     | Wynik         |
| ---- | ------------------------------------ | -------------- | ----------------------- | ---------- | ------------- |
| 2010 | Mistrzostwa świata juniorów          | Moncton        | sztafeta 4 × 100 metrów | 1. miejsce | 38,93 (elim.) |
| 2011 | Mistrzostwa panamerykańskie juniorów | Miramar        | bieg na 100 metrów      | 1. miejsce | 10,09w        |
| 2011 | Mistrzostwa panamerykańskie juniorów | Miramar        | sztafeta 4 × 100 metrów | 1. miejsce | 39,43         |
| 2014 | Halowe mistrzostwa świata            | Sopot          | bieg na 60 metrów       | 2. miejsce | 6,51          |
| 2016 | Halowe mistrzostwa świata            | Portland       | bieg na 60 metrów       | 7. miejsce | 6,56          |
| 2016 | Igrzyska olimpijskie                 | Rio de Janeiro | bieg na 100 metrów      | półfinał   | 10,08         |
| 2017 | IAAF World Relays                    | Nassau         | sztafeta 4 × 100 metrów | 1. miejsce | 38,43 (elim.) |
| 2022 | Halowe mistrzostwa świata            | Belgrad        | bieg na 60 metrów       | 3. miejsce | 6,44          |
| 2022 | Mistrzostwa świata                   | Eugene         | bieg na 100 metrów      | 2. miejsce | 9,88          |
| 2022 | Mistrzostwa świata                   | Eugene         | sztafeta 4 × 100 metrów | 2. miejsce | 37,55         |

## Rekordy życiowe
- Bieg na 55 metrów (hala) – 6,08 (2012)
- Bieg na 60 metrów (hala) – 6,44 (2022)
- Bieg na 100 metrów – 9,85 (2021, 2022)
- Bieg na 200 metrów – 20,55 (2014)